# 纵带海猪鱼
纵带海猪鱼（学名：Halichoeres hartzfeldi）为輻鰭魚綱鱸形目隆頭魚亞目隆头鱼科海猪鱼属的鱼类。分布于北太平洋西部、印度尼西亚至中国以及南海诸岛、海南岛等，棲息深度10-70公尺，體長可達18公分，棲息在沙石混合的礁石區，生活習性不明，可作為觀賞魚。